# Demeter (vereniging)

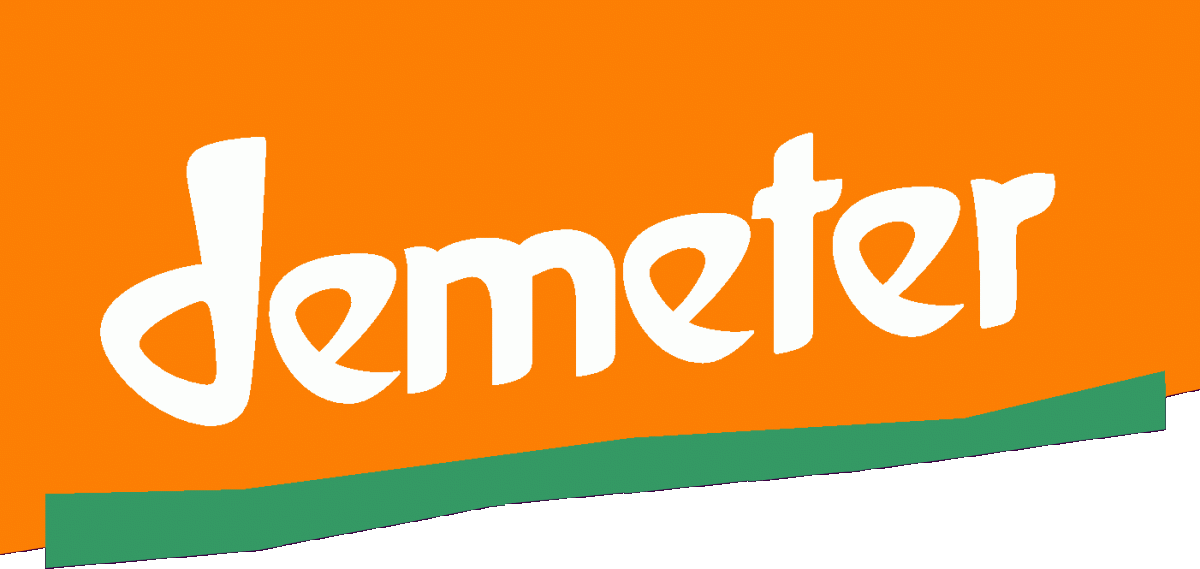
internationaal logo Demeter

Demeter is een internationale vereniging, met haar eigen keurmerk voor voeding dat is geproduceerd door middel van biologisch-dynamische landbouw, gebaseerd op de antroposofische principes van Rudolf Steiner. Deze productiewijze dient onderscheiden te worden van de normale biologische landbouw. De naam verwijst naar Demeter, de Griekse godin van graan en vruchtbaarheid.

## Historie
Demeter werd opgericht in 1927 in Berlijn en was aanvankelijk een coöperatie voor biodynamische landbouwproducten. Een jaar later vormde de  coöperatie zich onder leiding van agronoom Erhard Bartsch en chemicus Franz Dreidax om tot een biodynamische labelorganisatie en werd het handelsmerk Demeter geregistreerd.
Tijdens de Tweede Wereldoorlog werden alle Demeter-organisaties en de maandelijkse Demeter in Duitsland verboden door het nationaalsocialistische regime.
In 1950 werd Forschungsrings, een onderzoeksinstituut voor biodynamisch onderzoek opgericht in Darmstadt, waarna wetenschappelijke samenwerking met universiteiten in Duitsland en over de hele wereld begon.
In 1997 is Demeter International opgericht als een coalitie van 19 onafhankelijke Demeter-organisaties uit alle continenten.
Bij Demeter zijn zestien organisaties uit 50 landen aangesloten, waaronder de Nederlandse Stichting Demeter, een stichting die in samenwerking met SKAL de certificering in Nederland regelt. De eisen van Demeter zijn strenger dan het EKO-keurmerk, met name door het gebruik van biologisch-dynamische preparaten. De producten met het Demeter-keurmerk zijn niet te koop in de reguliere supermarkten, maar alleen verkrijgbaar in natuurvoedings- en reformwinkels.
Samen met de Krant van de Aarde geeft Demeter Nederland eens per jaar het Demeter Magazine uit.